# Constantin Bittoun Kouzmine
Constantin Bittoun Kouzmine (* 4. Januar 1999 in Paris) ist ein französischer Tennisspieler.

## Karriere
Bittoun Kouzmine spielte zwischen 2014 und 2017 auf der ITF Junior Tour. Dort nahm er fünfmal an Grand-Slam-Turnieren teil, wo sein bestes Resultat im Einzel das Achtelfinale in Wimbledon  war. Nachdem er 2014 einen Einzel- und 2015 und 2016 zwei Doppeltitel bei niedriger dotierten Turnieren gewonnen hatte, war er 2017 beim J1 Lambaré erfolgreich. Im Doppel gewann er in diesem Jahr ebenfalls drei Turniere der Kategorie J1 (die zweithöchste der Tour).
In der Junioren-Rangliste erreichte er mit Platz 18 seine höchste Notierung.
Bei den Profis spielte Bittoun Kouzmine ab 2018 regelmäßig. In seiner ersten Profisaison erreichte er auf der drittklassigen ITF Future Tour mehrere Endspiele im Einzel, wodurch er das Jahr auf Platz 527 der Tennisweltrangliste abschloss. Im Doppel gewann er 2017 und 2018 die ersten beiden Future-Titel. Bis 2022 gelang dem Franzosen nicht an seine Leistungen anzuknüpfen, sodass die meiste Zeit außerhalb der Top 1000 platziert war. 2022 und 2024 gewann er die ersten Einzeltitel; 2023 stieg er auf sein Karrierehoch von Rang 462. Auf der höherdotierten ATP Challenger Tour schaffte er es sechsmal ins Hauptfeld, gewann aber noch kein Match dort. Im Doppel gelangen ihm immer häufiger größere Erfolge als im Einzel. Bis Ende 2024 hatte er schon zwölf Turniere der Future Tour gewonnen. 2023 und 2024 schaffte er zudem auf der Challenger Tour die ersten Finalteilnahmen in Augsburg und Bangalore, aber erst Anfang 2025 in Abidjan gewann er an der Seite von Aziz Ouakaa den ersten Challenger-Titel. Seine beste Platzierung im Doppel datiert auf das Jahr 2024 mit Platz 204.

## Erfolge
| Legende (Anzahl der Siege) |
| Grand Slam                 |
| ATP Finals                 |
| ATP Tour Masters 1000      |
| ATP Tour 500               |
| ATP Tour 250               |
| ATP Challenger Tour (1)    |

### Doppel

#### Turniersiege
| Nr. | Datum          | Turnier | Belag     | Partner     | Finalgegner                          | Ergebnis  |
| --- | -------------- | ------- | --------- | ----------- | ------------------------------------ | --------- |
| 1.  | 27. April 2025 | Abidjan | Hartplatz | Aziz Ouakaa | Aleksandre Bakschi S. D. Prajwal Dev | 7:65, 7:5 |